# Simon Neil
Simon Alexander Neil (Irvine, 31 agosto 1979) è un cantante, chitarrista e cantautore scozzese, noto per l'appartenenza ai gruppi Biffy Clyro e Marmaduke Duke.

## Carriera
Nel 1995, il quindicenne Neil forma una band reclutando James Johnston al basso e un certo Barry alla batteria. Si fanno chiamare Screwfish. Presto Barry viene sostituito da Ben Johnston, fratello gemello di James formando i Biffy Clyro.

Nel 1997 il trio si trasferisce a Glasgow dove Neil intraprende gli studi universitari di elettronica applicata alla musica. Nel 2000 durante un'esibizione vengono avvicinati e scritturati da un rappresentante dell'etichetta di musica indipendente Beggar Banquet. Da allora hanno pubblicato sette album.
Nel 2005, col nome di "The Atmosphere", forma i Marmaduke Duke, un duo in coppia con il collega JP Reid del gruppo dell'Ayrshire Sucioperro. Pubblicano un primo album nel 2005 (Magnificent Duke) ed uno nel 2009 (Kid Gloves).
Il 5 gennaio 2008 convola a nozze con Francesca Neil, un'insegnante d'inglese. Vivono attualmente insieme ad Ayr, città del loro matrimonio.

Il tatuaggio sul petto di Neil, God Only Knows What I’d Be Without You (Dio solo sa cosa sarei senza di te), si riferisce alla canzone dei Beach Boys che lui dedica alla moglie.